# Маттабарра

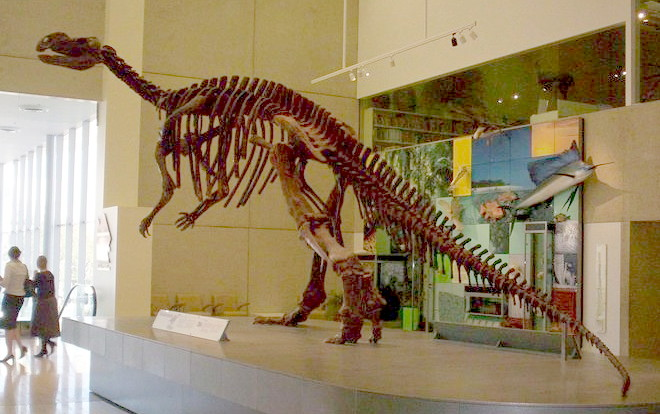
Скелет муттабурразавра в Квинслендский музей

Маттаба́рра (англ. Muttaburra, /ˈmʌtəbʌrə/) — посёлок (англ. town) в регионе Барколдайн (Квинсленд, Австралия). По данным переписи 2016 года, население Маттабарры составляло 88 человек. В пределах населённого пункта находится незастроенный город Скаррбери.

## География
Маттабарра находится в центрально-западной части штата Квинсленд. Город расположен на берегу реки Томсон, примерно в 120 километрах к северу от города Лонгрич и в 84 километрах к северу от Арамака.
К востоку от Маттабарры возвышается Большой Водораздельный хребет. Регион является суббассейном Большого Артезианского бассейна. Большой Артезианский бассейн снабжает водой из скважин города Маттабарра и Арамак. Район известен своими землями хорошего качества, которые используются для выпаса овец и крупного рогатого скота. Основной отраслью промышленности района Маттабарра является пастбищное животноводство.
Скаррбери расположен на Арамак-Крик вдоль Вера-Парк-Роуд.

## История

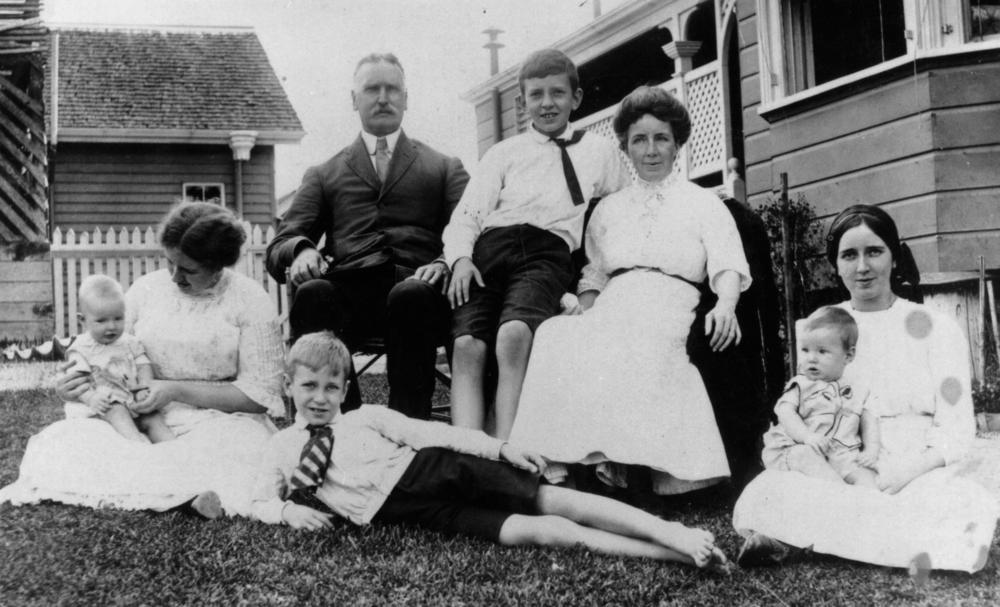
Семья Джорджа и Эдвины Баннинг, 1912 год, потомки семьи Эдкинс.

Маттабарра находится на традиционных племенных землях инингаев. Инингаи (также известный как Йинингай, Маттабарра, Татебурра, Йинангай, Йинанги) — это язык австралийских аборигенов, на котором говорит народ инингаи. Регион распространения языка инингаи включает населённые пункты в границах местных органов власти региона Лонгрич и региона Барколдайн, в частности, города Лонгрич, Барколдайн, Маттабарра и Арамак, а также владения Боуэн-Даунс и водосборные бассейны рек Корниш и Элис.
Название города произошло от названия клана инингаев — Маттабарра, которые были традиционными владельцами этой территории. Согласно некоторым источникам, muttaburra означало «встреча вод», «походный лагерь» или «место встречи». Когда-то эта территория была частью обширного внутреннего моря.
Маттабарра стал развиваться как город в 1870-х годах. В газете «Брисбен Курьер» от 10 октября 1877 года местный корреспондент отметил, что,

Земельный комиссар недавно объезжал эти места и обследовал новый городок в полутора милях от Маунт-Корниш; его название я не знаю, и не думаю, что кто-то ещё знает, поскольку оно не определено. Я слышал, что сейчас там открыт магазин, а также таверна, и я полагаю, что вскоре появятся и другие деловые места.
Оригинальный текст (англ.)The Land Commissioner has been round this way lately, and surveyed the new township, one and a half-mile from Mount Cornish; its name I do not know, and I don’t think anybody else does, as it is undecided. I hear there is a store open now, also a public house, and I suppose there will be other business places shortly.
— 
Город был официально зарегистрирован в 1878 году. Брюфорд-стрит, главная улица, получила свое название от шорника, мистера Брюфорда, который в том же году открыл здесь мастерскую по ремонту шорно-седельных изделий. Вскоре возникла потребность в других услугах, таких как гостиницы, меняльная станция Cobb & Co, кузницы, банки и магазины общего назначения. 50 участков земли Короны были выставлены на продажу с публичного аукциона в Арамаке 18 июня 1878 года, на котором «мистер Сворд, земельный комиссар, продал сорок шесть городских участков, расположенных в Маттабарре. Это были наделы площадью в один акр, цена — 10 фунтов стерлингов. Двадцать три участка были проданы по существенной цене, остальные проданы со значительной скидкой, два из них — по 50 фунтов стерлингов».
Первое почтовое отделение было построено в 1887 году, а затем заменено современным зданием в 1926 году.
В марте 1881 года правительство Квинсленда провело земельную распродажу, выставив на аукцион 60 городских участков в городе Скаррбери. Правительство выделило 10 км² земли под город в ноябре 1876 года.
Маттабарра также была местом одного из самых дерзких актов угона скота, когда-либо совершённых в Австралии. Генри Рэдфорд угнал скот с фермы Боуэн-Даунс и перегнал его за 1300 километров через плохо исследованный в то время регион Центральной Австралии на ферму Бланш-Уотер на севере Южной Австралии. Он продал скот за 5000 фунтов стерлингов, а позже был обвинён в краже и предстал перед окружным судом. Несмотря на неопровержимые доказательства обвинения и отсутствие свидетелей со стороны защиты, присяжные в течение часа признали его невиновным. Им очень восхищались за то, что он невредимым пересёк Центральную Австралию. В стенограмме оглашения вердикта говорится: «Судья: Каков ваш вердикт? Старшина присяжных: Мы признаём заключённого невиновным. Судья: Что? Старшина присяжных: Невиновен. Судья: Я благодарю Бога, джентльмены, что вердикт за вами, а не за мной!».
Одним из выдающихся первых поселенцев, обосновавшихся в Маттабарре, был Эдвард Роуленд (Рофли) Эдкинс, который был первым управляющим Маунт-Корниш, первоначальной отдалённой стоянки Боуэн-Даунс. Он также был председателем правления дивизиона Арамак (1882, 1886—1888, 1891 и 1902); членом комитета больницы Маттабарры (1885); президентом жокей-клуба Маттабарры (1891); президентом комитета больницы Маттабарры (1891); президентом пасторского общества Марафона (1891). Он умер в Драммойн (Сидней), 14 августа 1905 года. Эдкинс женился на Эдвине Марион Хьюи, дочери доктора Уолтера Хьюи (1797—1843) из Лонсестона в Тасмании. Эдвина была хорошо известна в округе, а также была автором ряда музыкальных произведений, связанных с этой местностью, в том числе Malboona Gavotte, Wee Bimba: waltz, The Women of the West и LC5 Waltz. Её вспоминали как «добрейшую из добрых хозяек и жену одного из самых выдающихся людей пасторальной индустрии Австралии».
В 1884 году на средства, собранные местной общиной, была построена больница. Первым врачом был доктор Оверенд из Мельбурна, а мистер Лоури стал первым палачом. К 1901 году больница Маттабарры была оснащена одним из самых первых рентгеновских аппаратов, установленных в сельской больнице.
Государственная школа Маттабарры — одна из старейших школ в округе. Школа была открыта 18 февраля 1884 года с числом учащихся 17 человек. Пик числа учащихся пришёлся на 1903 год — 112 человек. В 1937 году было построено новое здание школы и резиденция учителя.
Городская плотина была построена в 1885 году Хадсоном. В течение нескольких лет плотина служила источником воды для города, а вода доставлялась в город в бочках. Жители платили по 2/6 за бочку, хотя нередки были случаи удвоения этой суммы. Позднее плотина также использовалась в качестве городского плавательного бассейна.
90 мужчин и женщин из района Маттабарра в том или ином качестве участвовали в Первой мировой войне. В 2015 году компанией J.H. Wagner & Sons был разработан и установлен новый мемориал. На лицевой стороне мемориала установлены три бронзовых скульптурных значка австралийской армии, австралийского флота и австралийских ВВС.
Филиал Ассоциации сельских женщин Маттабарры был создан в августе 1927 года и насчитывал 34 члена. Хостел Руби Бейлисс QCWA был открыт в 1955 году для размещения будущих матерей за городом.
Здание публичной библиотеки Маттабарры было открыто в 1961 году.
В 1963 году Дуг Лэнгдон обнаружил в Маттабарре одного из самых известных австралийских динозавров — Муттабурразавра[36]. Считается, что длина динозавра составляла 12 метров, высота от бедра — 2 метра, а вес — 15 тонн. Он был травоядным, и, вероятно, питался такими растениями, как папоротники и хвойные. Возможно, он жил стадами. Муттабурразавр жил около 100 миллионов лет назад, в меловой период. Несколько экземпляров этого динозавра были найдены в центральном и северном Квинсленде, а несколько зубов — в Новом Южном Уэльсе. В городе есть полноразмерная копия скелета этого динозавра.
По данным переписи 2006 года население Маттабарры и окрестностей составляло 106 человек.
Во время переписи 2016 года население Маттабарры составляло 88 человек.
22 ноября 2019 года правительство Квинсленда приняло решение об объединении населённых пунктов региона Барколдайн, в результате чего было образовано пять расширенных населённых пунктов, основанных на крупных городах: Альфа, Арамак, Барколдайн, Иерихон и Маттабарра. В состав Маттабарры вошли Бангалл, Корниш-Крик (западная часть), Сардин (западная часть) и Тейблдерри.

## Историческое наследие

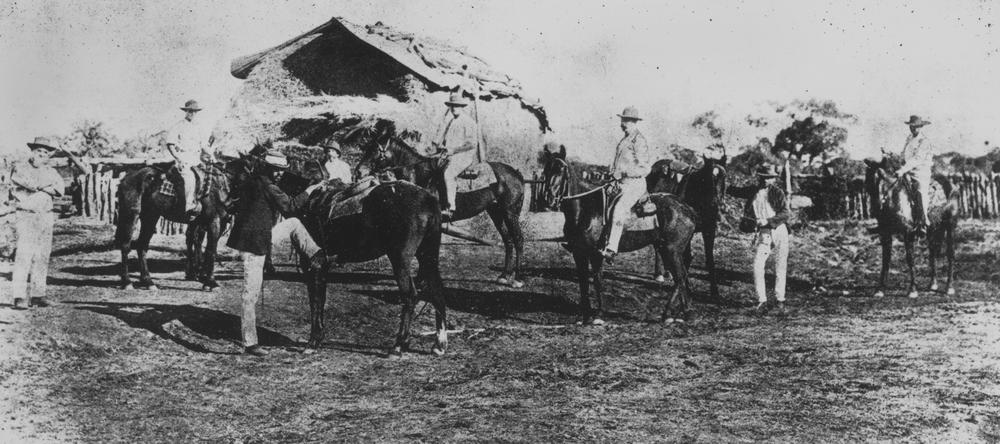
Скотники на овцеводческой станции Маунт-Корниш, недалеко от Маттабарры (Квинсленд), 1898 год

В Маттабарре находится ряд объектов, включённых в список исторического наследия, в том числе:
- Корниш-Крик[англ.], в 5 км к северу от Маттабарры: усадьба Маунт-Корниш[англ.][43].

## Экономика
В 2017 году район действия почтового индекса 4732 (в который входит Маттабарра) был одним из 10 почтовых индексов с самым низким уровнем дохода в Австралии, со средним доходом 21 415 долларов США.

## Спорт
В Маттабарре есть целый ряд спортивных мероприятий и сооружений. Здесь можно заняться рыбалкой, родео, есть поле для гольфа, 25-метровый бассейн, тир, теннисные корты и ипподром.

## Транспорт
Из-за небольшого размера посёлка общественный транспорт здесь почти не ходит, однако в Лонгрич один-два раза в месяц ходит рейсовый автобус. В посёлке также есть небольшой аэропорт.

## Здравоохранение
Больница Маттабарры закрылась в 1974 году из-за малочисленности населения. Здесь есть Центр первичной медико-санитарной помощи для мелких процедур и ухода, а также служба скорой помощи и круглосуточная дежурная служба неотложной помощи. Маттабарра полагается на больницу в Лонгриче или Таунсвилле, а также на Королевскую службу летающих врачей.

## Образование
Muttaburra State School — государственная начальная школа (ранний детский возраст — 6 лет ) для мальчиков и девочек, расположенная по адресу 42 Сворд-стрит. В 2018 году в школе обучалось 8 учеников, работали 2 учителя и 4 непедагогических работника.
В Маттабарре нет средних школ, ближайшая из них — государственная средняя школа Лонгрич в Лонгриче, в 121,6 км к юго-западу.

## Благоустройство
Региональный совет Барколдайна имеет библиотеку на Бруфорд-стрит, 20.
Филиал Маттабарры Ассоциации сельских женщин Квинсленда имеет свои помещения на Эдкинс-стрит, 33.

## Климат
В Маттабарре субтропический климат с очень жарким летом. Температура выше 37 °C и волны жары — обычное явление, однако зимой температура может опускаться до 8 °C, а то и ниже. Заморозки случаются редко. Большая часть осадков выпадает в летние месяцы, их количество составляет от 400 до 550 миллиметров. В большинстве лет могут случаться наводнения, а во время «больших наводнений» затопляются большие участки крупных водотоков. Нередко случаются засухи. Самым влажным месяцем за всю историю наблюдений был сентябрь 2010 года, когда выпало 162 мм осадков.

## Достопримечательности
Прогулки по бушу, катание на водных лыжах и рыбалка являются одними из основных видов отдыха в этом районе. В верховьях реки Томсон, в кемпингах Бродуотер и Маттабарра-Памп-Хоул можно поймать такие виды рыб, как желтопузик и чёрный лещ.
Другие достопримечательности находятся в самой Маттабарре, включая Мемориальный медицинский музей и магазин Кассиматис. Мемориальный музей посвящен памяти доктора Джозефа Арратты, который тридцать пять лет проработал в больнице в Маттабарре с 1925 по 1960 годы. Музей расположен в здании, которое когда-то было больницей Маттабарры. После её закрытия здание было превращено в историческую экспозицию и музей и названо в честь доктора Арратты. В 1959 году ему была присвоена степень магистра медицины в знак признания его заслуг перед медициной.
Магазин Кассиматис открылся в 1914 году, но был закрыт в 1978 году. Он был банком, лавкой зелени, галантереей, эмпориумом, кафе, магазином бытовой техники и винным магазином. В 1911 году Эндрю Эндрю Кассиматис и его сын Джордж покинули остров Китира (который находится между Критом и материковой частью Греции) и приехали в Австралию. Они работали в Сиднее и Бундаберге, а затем обосновались в Маттабарре. В 1918 году они построили свой собственный магазин, после того как в течение нескольких лет арендовали местную недвижимость. Кассиматисы стали одним из старейших агентов в Австралии компании Mobil Oil — Australia, ранее известной как The Vacuum Oil Company of Australia. Они также разливали собственные метилированные спирты и керосин, используя собственную этикетку. Джордж Кассиматис был советником, представлявшим Маттабарру в совете шира Арамак. Он входил в состав различных комитетов и сыграл важную роль в истории развития Маттабарры. Магазин был вновь открыт в 2001 году после полной реконструкции. Пожар уничтожил магазин утром 6 января 2009 года. Магазин и станция технического обслуживания были восстановлены компанией A. E. Rose Constructions (Питер Роуз) и снова открыты для бизнеса. Дом Джорджа и Ставроолы Кассиматис и их пятерых детей был восстановлен и открыт для посещения как музей. Первоначально дом был построен в 1903 году и приобретен Джорджем Кассиматисом в 1934 году.
В зоне отдыха «Маттабарра» первые две ночи проживания, а также питание и проживание в отеле «Биржа» на главной улице предоставляются бесплатно. В кемпинге есть места с электропитанием, барбекю и стиральная машина. Горячая еда, продукты и топливо доступны в местном магазине.
В мае 1891 года около 400 овечих стригалей разбили лагерь возле Маттабарры во время австралийской забастовки стригалей 1891 года. Юнион-Хоул — это место, где стригали черпали воду и на тележках доставляли её в лагерь. Некоторые остатки лагеря можно увидеть и сегодня.
В первую субботу июня каждого года в Лэндсборо проходит выставка овец. В рамках выставки проводится оценка овец и шерсти, выставка скота, выставка товаров, работает женский павильон, проводятся мероприятия для детей, общественный ужин и развлечения.